# Liste der Monuments historiques in Pagny-sur-Moselle
Die Liste der Monuments historiques in Pagny-sur-Moselle führt die Monuments historiques in der französischen Gemeinde Pagny-sur-Moselle auf.

## Liste der Immobilien
| Bezeichnung      | Beschreibung           | Standort                   | Kennzeichnung | Schutzstatus | Datum | Bild           |
| ---------------- | ---------------------- | -------------------------- | ------------- | ------------ | ----- | -------------- |
| Kirche St-Martin | ab dem 15. Jahrhundert | Rue Adolphe Thierry (Lage) | PA00106328    | Classé       | 1920  | weitere Bilder |

## Liste der Objekte
| Bezeichnung       | Beschreibung                                                  | Standort                       | Kennzeichnung | Schutzstatus | Datum | Bild |
| ----------------- | ------------------------------------------------------------- | ------------------------------ | ------------- | ------------ | ----- | ---- |
| Wandvertäfelung   | Eichenholz, 18. Jahrhundert                                   | in der Kirche St-Martin (Lage) | PM54001054    | Classé       | 1991  |      |
| Hauptaltar        | Holz, farbig gefasst, um 1725                                 | in der Kirche St-Martin (Lage) | PM54000705    | Classé       | 1984  |      |
| Kelche            | Silber, vergoldet, zweite Hälfte des 17. Jahrhunderts         | in der Kirche St-Martin (Lage) | PM54000703    | Classé       | 1983  |      |
| Zwei Seitenaltäre | jeweils Altartisch und Retabel; Holz, farbig gefasst, um 1720 | in der Kirche St-Martin (Lage) | PM54000704    | Classé       | 1984  |      |